# Claudine Mendy
Claudine Mendy, född 8 januari 1990 i Mantes-la-Jolie i Frankrike, är en fransk handbollsspelare. Hon är högerhänt och spelar som vänsternia. Hennes två största meriter är VM-silver 2009 och 2011.

## Klubbkarriär
Moderklubben för Claudine Mendy var AS Mantes där hon spelade från 2000 till 2007. Hon började sin elitkarriär i HB Le Havre AC där hon spelade 2007 till 2010. Hon spelade sedan för Metz HB 2010–2012 och där vann hon sin första franska mästerskapstitel. Därefter fortsatte karriären utomlands för montenegrinska  Buducnost under en säsong. År 2013 till 2014 skulle hon ha spelat för Vardar i Nordmakedonien men kontraktet annullerades då hon var gravid, istället skulle hon spela från december 2013 till slutet av april 2014 för Issy Paris Hand, men det blev inget spel i klubben. Hon återvände sedan direkt i april 2014 till Metz HB en säsong, men kontakten med tränaren var dålig, och det andra kontraktsåret var hon utlånad till HBC Nimes men återigen bara en säsong. Från 2016 till 2020 spelade hon för ungerska klubben Fehérvár KC.  År 2020 började hon spela för den franska klubben Bourg-de-Péage Drôme Handball, och hon hade kontrakt där till 2023.

## Landslagskarriär
Claudine Mendy debuterade i landslaget i juni 2009 i en kvalmatch mot Kroatien inför VM 2009, och hon spelade sedan i VM 2009 i Kina och vann en silvermedalj med sitt franska lag. Samma sak upprepades 2011 i Brasilien vid VM. Hon spelade också i EM 2010 och EM 2012. Hon var en del av OS-truppen 2012 i London. Hon har från 2009 till 2013 spelat 102 landskamper och gjort 203 mål i landslaget.